# Manuel Román Álvarez
Manuel Román Álvarez (Plaza de la Lagunilla, Córdoba, 11 de noviembre de 2005) es un novillero con caballos español.Debutó con picadores el 28 de febrero de 2023 en la Plaza de Toros de Linares (Jaén). Tomo la alternativa en la plaza de toros de Los Califas (Córdoba) el 25 de mayo de 2025 como padrino Juan Ortega y como testigo Roca Rey 

## Biografía
Ingresa en la Escuela Taurina de Córdoba en 2017. El 20 de septiembre de 2020, aún como simple becerrista, consigue dos orejas y un rabo en la Plaza de Toros de Sanlúcar de Barrameda.
En 2022 torea un total de 43 novilladas en España y Francia, en las que corta 69 orejas y 7 rabos. Debuta como novillero sin picadores el 12 de marzo de tal año, en la Plaza de Toros de Miguelturra (Ciudad Real), alternando con José «el Candela», Adríán Reinosa, Javier Aparicio y Cristian González, con reses de la ganadería «Las Monjas». Obtiene dos orejas y un rabo.
No habiéndose cumplido un año, el 28 de febrero de 2023, con reses de «El Freixo», «El Cotillo» y «Hermanos Collado», logra debutar como novillero con picadores en la Plaza de Toros de Linares (Jaén), alternando con Marcos Linares y Jesús Llobregat, y adquiriendo dos orejas.
Por su depurada técnica, su sello inconfundible y lo añejo y torero de sus formas, constituye hoy por hoy una enorme esperanza para buena parte de la afición taurina; está llamado a ser, según la práctica unanimidad de la crítica, uno de los bastiones de la futura tauromaquia.

## Distinciones
- Triunfador máximo del II Certamen de Becerristas de Andalucía, entregado por la Asociación Andaluza de Escuelas Taurinas «Pedro Romero» (2020)[12]
- Triunfador máximo del XXVI Bolsín de Bougue, organizado por Soledad (2022)[13]
- Mejor torero (junto a Finito de Córdoba y Roca Rey) (III premio Alfayiz de Patio de Cuadrillas, 2022)[14]
- Reconocimiento a la trayectoria (junto a Carmen Moriyón) (Premios anuales de la Federación Taurina del Principado de Asturias, 2023)[15]